# العلاقات الأندورية السيشلية
العلاقات الأندورية السيشلية هي العلاقات الثنائية التي تجمع بين أندورا وسيشل.

## مقارنة بين البلدين
هذه مقارنة عامة ومرجعية للدولتين:
| وجه المقارنة                                              | أندورا                                                     | سيشل                                                |
| --------------------------------------------------------- | ---------------------------------------------------------- | --------------------------------------------------- |
| المساحة (كم2)                                             | 468                                                        | 459                                                 |
| عدد السكان (نسمة)                                         | 76.18 ألف                                                  | 95.84 ألف                                           |
| الكثافة السكانية (ن./كم²)                                 | 16.28 ألف                                                  | 20.88 ألف                                           |
| العاصمة                                                   | أندورا لا فيلا                                             | فيكتوريا                                            |
| اللغة الرسمية                                             | اللغة الكتالونية                                           | لغة فرنسية، لغة إنجليزية، اللغة الكريولية السيشيلية |
| العملة                                                    | يورو                                                       | روبية سيشلية                                        |
| الناتج المحلي الإجمالي (بليون دولار)                      | 3.01 مليار                                                 | 1.49 مليار                                          |
| الناتج المحلي الإجمالي (تعادل القوة الشرائية) بليون دولار |                                                            | 2.54 مليار                                          |
| الناتج المحلي الإجمالي الاسمي للفرد دولار أمريكي          |                                                            | 15.48 ألف                                           |
| الناتج المحلي الإجمالي للفرد دولار أمريكي                 |                                                            | 26.42 ألف                                           |
| مؤشر التنمية البشرية                                      | 0.858                                                      | 0.772                                               |
| رمز المكالمات الدولي                                      | +376                                                       | +248                                                |
| رمز الإنترنت                                              | .ad                                                        | .sc                                                 |
| المنطقة الزمنية                                           | ت ع م+01:00، توقيت وسط أوروبا، ت ع م+02:00، أوروبا/أندورا ‏ | ت ع م+04:00                                         |

## منظمات دولية مشتركة
يشترك البلدان في عضوية مجموعة من المنظمات الدولية، منها:
| علم المنظمة | اسم المنظمة                   | تاريخ انضمام أندورا | تاريخ انضمام سيشل |
| ----------- | ----------------------------- | ------------------- | ----------------- |
|             | الاتحاد الدولي للاتصالات      | 12 نوفمبر 1993      | 17 سبتمبر 1999    |
|             | منظمة حظر الأسلحة الكيميائية  | ?                   | 29 أبريل 1997     |
|             | يونسكو                        | 20 أكتوبر 1993      | 18 أكتوبر 1976    |
|             | الأمم المتحدة                 | 28 يوليو 1993       | 21 سبتمبر 1976    |
|             | منظمة الشرطة الجنائية الدولية | ?                   | 1 سبتمبر 1977     |

## وصلات خارجية
- موقع وزارة الخارجية الأندورية
- موقع وزارة الخارجية السيشلية